# WTAトーナメント・オブ・チャンピオンズ
WTAトーナメント・オブ・チャンピオンズはWTAツアー選手権の翌週に開催されていたWTAインターナショナルトーナメントの最終戦である。

## 概要
2008年まで開催されていたコモンウェルス・バンク・テニス・クラシックの後継大会であるが、出場資格はWTAツアー選手権に出場出来なかったWTAインターナショナルトーナメント優勝者上位6名と主催者推薦2名の8名が出場する。
2012年度から2014年度まではブルガリアのソフィアで開催されていた。2015年からは名称をWTAエリート・トロフィーに変え、会場も中国珠海市で開催される。

## 歴代優勝者
| 開催地   | 年   | 優勝者                   | 準優勝者                     | 決勝結果      |
| -------- | ---- | ------------------------ | ---------------------------- | ------------- |
| バリ島   | 2009 | アラバン・レザイ         | マリオン・バルトリ           | 7-5, 途中棄権 |
| バリ島   | 2010 | アナ・イバノビッチ       | アリサ・クレイバノワ         | 6-2, 7-6(7-5) |
| バリ島   | 2011 | アナ・イバノビッチ       | アナベル・メディナ・ガリゲス | 6-3, 6-0      |
| ソフィア | 2012 | ナディア・ペトロワ       | キャロライン・ウォズニアッキ | 6-2, 6-1      |
| ソフィア | 2013 | シモナ・ハレプ           | サマンサ・ストーサー         | 2-6, 6-2, 6-2 |
| ソフィア | 2014 | アンドレア・ペトコビッチ | フラビア・ペンネッタ         | 1-6, 6-4, 6-3 |